# Тарасы (деревня, Великолукский район)
Тарасы — деревня в Великолукском районе Псковской области России. Входит в состав Шелковской волости.

## География
Расположена на реке Кунья, на северо-востоке района, в 47 км к северо-востоку от райцентра Великие Луки. К востоку расположена одноимённый посёлок.

## Население
| 2001 | 2002 | 2010 |
| ---- | ---- | ---- |
| 50   | ↗156 | →156 |

Численность населения деревни по оценке на начало 2001 года составляла 50 жителей.

## История
С января 1995 до декабря 2014 года деревня входила в состав ныне упразднённой Букровской волости.